# Charlotte Checkers (AHL)
Die Charlotte Checkers sind ein US-amerikanisches Eishockeyfranchise aus Charlotte, North Carolina. Es spielt seit der Saison 2010/11 in der American Hockey League und fungiert als Farmteam der Florida Panthers.

## Geschichte
Die Firma MAK Hockey, LLC, erwarb im Februar 2010 die Rechte am finanziell seit längerer Zeit unrentablen AHL-Franchise der Albany River Rats aus Albany, New York, von deren Eigentümer Capital Distric Sports, Inc. und siedelte die Mannschaft nach Charlotte, North Carolina, um, wo sie seit der Saison 2010/11 unter dem Namen Charlotte Checkers am Spielbetrieb der AHL teilnehmen. Zuvor besaß MAK Hockey bereits eine gleichnamige Mannschaft in der ECHL, deren Lizenz man jedoch nach Erwerb des AHL-Franchises aufgab. Charlotte wurde zudem der Nachfolger Albanys als Farmteam des ebenfalls in North Carolina angesiedelten NHL-Teams der Carolina Hurricanes. Mit den Hurricanes kooperierte man bis zum Jahre 2020, als man zur Saison 2020/21 eine neue Zusammenarbeit mit den Florida Panthers beschloss. Zudem wurde im Juni 2021 bekanntgegeben, dass die Checkers in der Spielzeit 2021/22 vorübergehend auch als Farmteam der neu gegründeten Seattle Kraken fungieren werden.

## Vereinsrekorde
Stand: Saisonende 2020/21
|                           | Name              | Anzahl |
| Meiste Spiele             | Trevor Carrick    | 347    |
| Meiste Tore               | Zach Boychuk      | 123    |
| Meiste Vorlagen           | Zach Boychuk      | 152    |
| Meiste Punkte             | Zach Boychuk      | 275    |
| Meiste Strafminuten       | Nicolas Blanchard | 439    |
| Meiste Siege als Torhüter | Alex Nedeljkovic  | 89     |
| Meiste Shutouts           | Alex Nedeljkovic  | 14     |